# Raúl Erasto Gutiérrez
Raúl Erasto Gutiérrez Jacobo, más conocido como El Potro (Ciudad de México, 16 de octubre de 1966), es un exfutbolista y entrenador mexicano; campeón como director técnico en la Copa Mundial de Fútbol Sub-17 de 2011.

## Futbolista
Se desarrolló en las fuerzas básicas del Atlante FC, en 1988 fue ubicado en la filial del club azulgrana Potros Neza, y logró ser campeón de la Segunda División de México en la Temporada 1988-89, tras vencer en la final, al Yucatán.

### Atlante
En 1989 ya forma parte del primer equipo atlantista, el club decide jugar sus partidos de la Temporada 1989-90 como local en la ciudad de Querétaro y termina perdiendo la categoría.
En 1990 los clubes regresan a la Ciudad de México para jugar la Temporada 1990-91 de la Segunda División, los Potros logran recuperar la categoría, tras llegar a la gran final y vencer en un partido de desempate en la ciudad de Puebla, en tanda de penales al Pachuca.
Ya de regreso en la máxima categoría del fútbol mexicano, el Atlante tiene una campaña fantástica durante la Temporada 1991-92, terminando como líder general del torneo, sin embargo en la liguilla por el título fueron eliminados en cuartos de final por Cruz Azul.
En la temporada 1992-93, los azulgranas toman revancha, y se coronan campeones del fútbol mexicano, al derrotar en la gran final en el Estadio Tecnológico de la ciudad de Monterrey, al equipo local. Atlante FC era campeón de Liga tras 46 largos años de espera.

### América
En 1995 es fichado por el América en paquete, junto a su amigo el mediocammpista Roberto Andrade, en el club de Coapa, el "Potro" logró mantener el nivel que lo llevó a ser considerado el mejor lateral derecho de México, tuvo campañas sobresalientes, aunque no logró consagrarse campeón con los azulcremas.

### Selección nacional
| Equipo              | PJ | Goles | Periodo     |
| ------------------- | -- | ----- | ----------- |
| Selección de México | 36 | 0     | 1991 - 1996 |

#### Participaciones en torneos internacionales
| Torneo                         | Sede           | Resultado        |
| ------------------------------ | -------------- | ---------------- |
| Copa América 1993              | Ecuador        | Subcampeón       |
| Copa Mundial FIFA 1994         | Estados Unidos | Octavos de final |
| Copa América 1995              | Uruguay        | Cuartos de final |
| Copa FIFA Confederaciones 1995 | Arabia Saudita | Tercer lugar     |
| Copa Oro CONCACAF 1996         | Estados Unidos | Campeón          |

## Entrenador

### Selección mexicana
Se enfocó principalmente en dirigir equipos universitarios, siendo un estratega destacado, hecho que lo llevó a dirigir la Selección Mexicana Sub-17 y conseguir el título mundial de la categoría en el 2011.
Participaciones en Fases finales
| Torneo                                    | Sede                   | Resultado    |
| ----------------------------------------- | ---------------------- | ------------ |
| Copa Mundial FIFA Sub-17 2011             | México                 | Campeón      |
| Copa Mundial FIFA Sub-17 2013             | Emiratos Árabes Unidos | Subcampeón   |
| Juegos Centroamericanos y del Caribe 2014 | Veracruz               | Campeón      |
| Juegos Panamericanos 2015                 | Toronto                | Subcampeón   |
| Preolímpico de Concacaf de 2015           | Estados Unidos         | Campeón      |
| Juegos Olímpicos 2016                     | Río de Janeiro         | Primera Fase |

### Atlante
El 6 de junio de 2017, es presentado como entrenador del Atlante. Es cesado el 22 de octubre de 2017, por malos resultados y dejar al equipo en el penúltimo lugar de la tabla general del Ascenso MX.

### Real España
El 24 de diciembre de 2020, fue anunciado como entrenador del Real España de la Liga Nacional de Honduras, teniendo, así, su primera experiencia fuera del fútbol mexicano. Logró guiar al equipo hondureño a la final durante el Apertura 2021, pero perdió a manos del Olimpia, dirigido por Pedro Troglio.

### Cruz Azul
El 24 de agosto de 2022, es anunciado como entrenador del Cruz Azul de la Liga MX, en sustitución de Diego Aguirre, cesado 3 días antes por malos resultados. En su primer torneo metió a la máquina celeste a los cuartos de final, donde cayó a manos de los Rayados de Monterrey, comandados por Víctor Manuel Vucetich. El 13 de febrero de 2023, se anunció su cese tras malos resultados.

## Trayectorias

### Como futbolista
| Club    | País   | Año         |
| ------- | ------ | ----------- |
| Atlante | México | 1988 - 1994 |
| América | México | 1994 - 2001 |
| León    | México | 2002        |

### Como entrenador
| Club                    | País     | Año         |
| ----------------------- | -------- | ----------- |
| Correcaminos UAT        | México   | 2007 - 2009 |
| Selección México Sub-17 | México   | 2010 - 2014 |
| Selección México Sub-22 | México   | 2014 - 2015 |
| Selección México Sub-23 | México   | 2016        |
| Atlante                 | México   | 2017        |
| Potros UAEM             | México   | 2019        |
| San José                | México   | 2020        |
| Real España             | Honduras | 2021 - 2022 |
| Cruz Azul               | México   | 2022 - 2023 |
| Correcaminos de la UAT  | México   | 2024        |

## Estadísticas como entrenador
| Equipo                    | País     | Desde                   | Hasta                   | Estadísticas | Estadísticas | Estadísticas | Estadísticas | Estadísticas | Estadísticas |
| Equipo                    | País     | Desde                   | Hasta                   | PD           | PG           | PE           | PP           | Puntos       | Efect %      |
| ------------------------- | -------- | ----------------------- | ----------------------- | ------------ | ------------ | ------------ | ------------ | ------------ | ------------ |
| Correcaminos UAT          | México   | 1 de julio de 2007      | 27 de febrero de 2009   | 63           | 29           | 19           | 15           | 106          | 56.08%       |
| Selección Mexicana Sub-17 | México   | 1 de enero de 2010      | 31 de diciembre de 2014 | 19           | 16           | 1            | 2            | 49           | 85.96%       |
| Selección Mexicana Sub-22 | México   | 1 de enero de 2014      | 31 de diciembre de 2015 | 29           | 17           | 6            | 6            | 57           | 65.52%       |
| Selección Mexicana Sub-23 | México   | 1 de enero de 2016      | 31 de diciembre de 2016 | 11           | 6            | 1            | 4            | 19           | 57.58%       |
| Atlante                   | México   | 1 de julio de 2017      | 22 de octubre de 2017   | 16           | 4            | 4            | 8            | 16           | 33.33%       |
| Potros UAEM               | México   | 22 de octubre de 2019   | 31 de diciembre de 2019 | 12           | 8            | 2            | 2            | 26           | 72.22%       |
| San José                  | México   | 22 de octubre de 2020   | 23 de diciembre de 2020 | 6            | 0            | 0            | 6            | 0            | 0%           |
| Real España               | Honduras | 24 de diciembre de 2020 | 10 de febrero de 2022   | 42           | 17           | 13           | 12           | 64           | 50.79%       |
| Cruz Azul                 | México   | 24 de agosto de 2022    | 13 de febrero de 2023   | 16           | 6            | 4            | 6            | 22           | 45.83%       |
| Total                     | Total    | Total                   | Total                   | 214          | 103          | 50           | 61           | 359          | 55.92%       |

## Palmarés

### Como futbolista
Campeonatos nacionales 
| Título           | Club        | País   | Año       |
| ---------------- | ----------- | ------ | --------- |
| Segunda División | Potros Neza | México | 1988-1989 |
| Segunda División | Atlante     | México | 1990-1991 |
| Primera División | Atlante     | México | 1992-1993 |

Campeonatos internacionales 
| Título            | Club               | Sede           | Año  |
| ----------------- | ------------------ | -------------- | ---- |
| Copa Oro CONCACAF | Selección Mexicana | México         | 1996 |
| Copa de Gigantes  | América            | Estados Unidos | 2001 |

### Como entrenador
Campeonatos internacionales 
| Título                               | Equipo                  | Sede           | Año  |
| ------------------------------------ | ----------------------- | -------------- | ---- |
| Copa Mundial Sub-17                  | Selección México Sub-17 | México         | 2011 |
| Juegos Centroamericanos y del Caribe | Selección México Sub-22 | México         | 2014 |
| Preolímpico CONCACAF                 | Selección México Sub-22 | Estados Unidos | 2015 |